# 柔指形軟珊瑚
柔指形軟珊瑚（学名：Sinularia flexibilis）为軟珊瑚科指形軟珊瑚屬下的一个种。